# 武藤寛
武藤 寛（むとう かん、1971年10月11日 - ）は、日本の俳優・ピアニスト。
神奈川県横須賀市出身。旧芸名は「寛 涼佐（かん りょうすけ）」。元劇団四季。

## 略歴
神奈川県立岩戸高等学校を経て東京音楽大学音楽学部ピアノ科に入学する。大学在学中に合唱で東京交響楽団、日本フィルハーモニーに参加し、卒業後は仲間との演奏会やプロデュース公演、東京ディズニーランドでショーに出演していた。1997年劇団四季45周年記念オーディションに合格、美女と野獣で初舞台を踏む。そして2012年10月に15年間在籍した劇団四季を退団した。退団後は自身が代表となりstyleKを設立し多くの舞台経験をもとにピアノを通して自己表現することの喜びと素晴らしさを伝えるべく活動している。

## 人物
高校まで器械体操をしていた経験から、アクロバットも得意である。

## 出演作品
- キャッツ（マンカストラップ、マンゴジェリー、ラム・タム・タガー）
- コーラスライン（グレッグ）
- 異国の丘（蒋賢忠、九重菊麿）
- Song & Dance 2
- Aspects of Love
- Jesus Christ Superstar
- 李 香 蘭
- 王様の秘密
- 美女と野獣
- CRAZY FOR YOU
- CONTACT
- ライオンキング
- 鏡の法則
- The Last Minute
- アンダーバーランド〜Sunny side〜:夢のアンダーバーランド (Chorus)
- CAT主催『ハウトゥーサクシード』
- 梅田芸術劇場主催『TOP HAT』
- 東宝芸能主催『Les Miserables』バマタボア役
- シアターオーブ主催『Jesus Christ Superstar』
- 梅田芸術劇場主催『CHESS THE MUSICAL』
- 梅田芸術劇場主催『ポーの一族』
- ホリプロ主催『メリーポピンズ』
- 日生劇場主催『リトルゾンビガール』
- 梅田芸術劇主催『太平洋序曲』
- 梅田芸術劇主催『アナスタシア』
- 20世紀号に乗って[1]
- DEATH TAKES A HOLIDAY[2]
- ホリデイ・イン[3]
- 映画 2017年6月公開予定映画『スカブロ』宇堂昇一役 CD収録   劇団四季『異国の丘』   サンリオ Cinnamon trip!!(コーラスパート) アンダーバーランド〜Sunny side〜(コーラスパート) アンダーバースタジオジャパン(コーラスパート)  東京ディズニーシー15周年 The Year of Wish インコンサート ライブCD望月 龍平カンパニー『音楽劇 君よ生きて』DVD収録  劇団四季『異国の丘』 望月龍平カンパニー『鏡の法則』、『音楽劇 君よ生きて』  CM  2018年 ソニーSo-netインターネットCM  他、ライヴ・ショー出演多数